# Mindoro
Mindoro er Filippinernes fjerdestørste ø. Øen ligger 115 km syd for Manila 10-11 km fra Luzon og lige nordøst for Palawan. Øens økonomi bygger hovedsageligt på landbrug med afgrøder som citrusfrugter, bananer, kokosnødder o.a.
Navnet Mindoro er en sammentrækning af det spanske Mina de Oro, som betyder guldmine. 
Mindoro er berømt blandt turisterne for Puerto Galera. Denne kommune (bayan) få timers rejse fra Manila har smukke, hvide strande og gode dykkersteder.
12°56′N 121°05′Ø / 12.93°N 121.09°Ø